# Доннелсвілл (Огайо)
Доннелсвілл (англ. Donnelsville) — селище (англ. village) в США, в окрузі Кларк штату Огайо. Населення — 255 осіб (2020).

## Географія
Доннелсвілл розташований за координатами 39°54′57″ пн. ш. 83°56′36″ зх. д. / 39.91583° пн. ш. 83.94333° зх. д. (39.915935, -83.943199).  За даними Бюро перепису населення США в 2010 році селище мало площу 1,01 км², уся площа — суходіл.

## Демографія
Згідно з переписом 2010 року, у селищі мешкали 304 особи в 114 домогосподарствах у складі 84 родин. Густота населення становила 302 особи/км².  Було 133 помешкання (132/км²).
Расовий склад населення:
| - 98,7 % — білих - 0,3 % — корінних американців - 0,3 % — азіатів |

До двох чи більше рас належало 0,3 %. Частка іспаномовних становила 0,3 % від усіх жителів.
За віковим діапазоном населення розподілялося таким чином: 28,9 % — особи молодші 18 років, 62,5 % — особи у віці 18—64 років, 8,6 % — особи у віці 65 років та старші. Медіана віку мешканця становила 39,3 року. На 100 осіб жіночої статі у селищі припадало 102,7 чоловіків;  на 100 жінок у віці від 18 років та старших — 101,9 чоловіків також старших 18 років.
Середній дохід на одне домашнє господарство  становив 86 345 доларів США (медіана — 66 563), а середній дохід на одну сім'ю — 79 950 доларів (медіана — 68 542). За межею бідності перебувало 9,2 % осіб, у тому числі 13,6 % дітей у віці до 18 років та 0,0 % осіб у віці 65 років та старших.
Цивільне працевлаштоване населення становило 217 осіб. Основні галузі зайнятості: освіта, охорона здоров'я та соціальна допомога — 26,7 %, виробництво — 12,4 %, публічна адміністрація — 11,5 %.